# Cruzeiro novo
O Cruzeiro Novo (NCr$) foi uma moeda do Brasil que circulou transitoriamente no Brasil no período entre 13 de fevereiro de 1967 e 14 de maio de 1970. O Cruzeiro Novo foi implantado durante a ditadura militar, no governo do marechal Artur da Costa e Silva, que governou de 1967 a 1969.
Se trata de um padrão que foi criado em virtude da perda de valor do Cruzeiro, moeda que estava em vigor desde 1942 e que sofreu enorme depreciação por conta do aumento da inflação ocorrido por conta da instabilidade política e das contas públicas em descontrole, sendo este um dos supostos fatores a levarem ao golpe de estado em 1964, que viria a resultar na Ditadura militar brasileira que perduraria até 1985.

## História

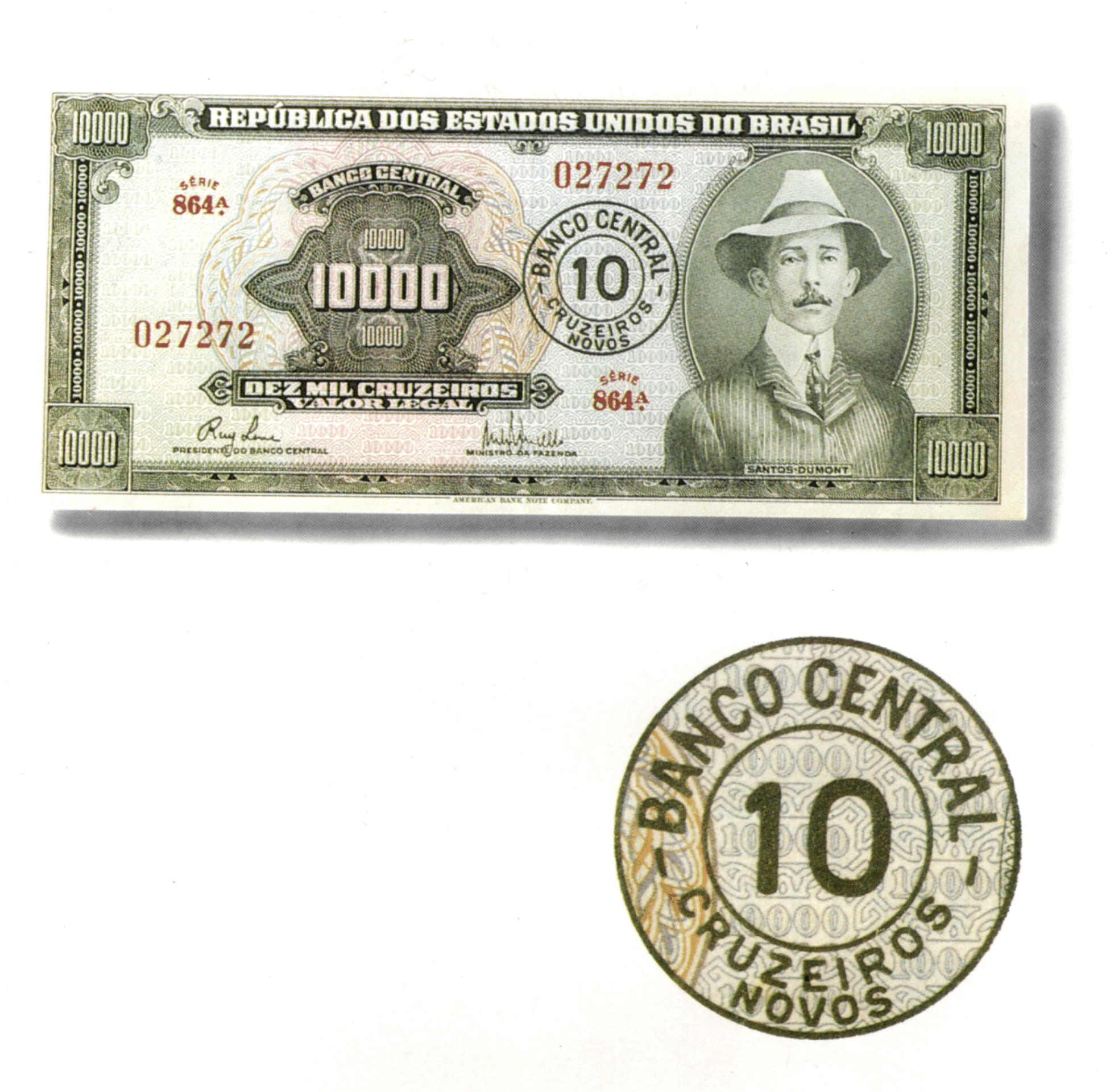
Cédula de 10 000 Cruzeiros do padrão anterior que com a mudança ostenta um carimbo do novo valor, 10 Cruzeiros Novos.

Desde os anos 50, a inflação foi deteriorando fortemente a moeda brasileira, de forma que o antigo padrão cruzeiro perdia cada vez mais o seu valor, com tal processo se acelerando fortemente na primeira metade dos anos 60, se passando de um índice na faixa dos 25% ao ano para a faixa de 80–90% ao ano no biênio 1963–1964.
Em tal situação, as cédulas de 1 e 2 cruzeiros, lançadas para minimizar os problemas por conta da falta de metal para a produção de moedas na década de 1940 deixariam de ser emitidas em 1958. As moedas, compostas por um numerário de moedas de 10, 20 e 50 centavos, 1 e 2 cruzeiros tiveram alterações no tamanho, no desenho e na composição em 1956, deixando de ser emitidas em 1961, sendo que a partir de então o sistema monetário do país passaria a ser composto basicamente por cédulas de 5, 10, 20, 50, 100, 200, 500 e 1 000 cruzeiros, que viria a ter também a cédula de 5000 cruzeiros a partir de 1963.
Em 1964, os centavos, já sem valor na prática, foram extintos por força da lei nº 4.511 que previa a substituição das antigas cédulas de valor até 500 cruzeiros por moedas, com a emissão de cédulas limitadas aos valores de 1 000, 5 000 e do ainda não lançado valor de 10 000 cruzeiros.
Em 1965, foi criado o Banco Central do Brasil e por ele foram lançadas as moedas de 10, 20 e 50 cruzeiros.
As duas primeiras moedas eram de alumínio, apresentavam dimensão similar as antigas moedas de 1 e 2 cruzeiros emitidas entre 1942 e 1956, tendo o mesmo anverso de tais moedas, trazendo no reverso os valores 10 e 20 sobrepostos pela palavra cruzeiros tendo abaixo o ano de emissão das moedas. A última foi uma pequena moeda de cuproníquel que trazia no anverso a imagem decorativa da república (similar a que viria a ser colocada nas moedas de 1, 2, 5, 10, 20 e 50 centavos emitidas entre 1967 e 1979) e a denominação "República dos Estados Unidos do Brasil, enquanto que apresentava a esquerda do valor de 50 cruzeiros e da data de emissão um ramo de café, modelo que seria similar ao aplicado na futura moeda de 1 cruzeiro que seria emitida a partir de 1970, que traz o ramo de café a direita do valor.
Tais moedas não foram bem aceitas pela população e o projeto das moedas de 100 e de 200 cruzeiros (similar ao da futura moeda de 20 centavos, só que com a ilustração a esquerda do valor), que viriam a ser lançadas em 1966 foram suspensos, com tais moedas nunca circulando.
No final de tal ano, foi estabelecido o decreto-lei nº 1 que estabelecia até o final de 1967 a mudança da moeda para cruzeiro novo, com paridade estabelecida de 1 cruzeiro novo para 1 000 cruzeiros então circulantes e restabelecia o centavo, já com o objetivo de preparar a Casa da Moeda do Brasil para a emissão das cédulas do novo padrão, dado que as cédulas até então eram produzidas majoritariamente no exterior pela American Bank Note Company e pela Thomas de la Rue.
Em 1966, foi finalmente lançada a cédula de 10 000 cruzeiros prevista na lei nº 4.511, com a imagem de Santos Dumont no anverso e com o voo do mesmo no 14-bis apresentado no reverso, sendo essa a última cédula a ser lançada no antigo padrão cruzeiro.
No mesmo ano foi realizado um concurso para definir o design gráfico das cédulas do cruzeiro novo, certame cujo vencedor foi Aloísio Magalhães com as cédulas do Padrão moiré, com desenhos voltados justamente a dificultar as falsificações.

## Implantação do Cruzeiro Novo
Em fevereiro de 1967, a denominação cruzeiro novo passou a ser transitoriamente a denominação do padrão monetário do Brasil e começaram a ser colocadas em circulação novas cédulas transitoriamente com um carimbo circular apresentando os dizeres "Banco Central" na parte superior do circulo externo do carimbo e o valor numérico no círculo interno, além da denominação em centavos ou cruzeiros novos da cédula na parte inferior do círculo externo do carimbo, se fazendo a transição das cédulas então circulantes para o novo padrão.
Foram carimbadas cédulas de 10, 50 e 100 cruzeiros emitidas pela Thomas de La Rue, 500, 1 000, 5 000 e 10 000 cruzeiros emitidas pela American Bank Note Company, sendo que a partir de 1968 foram emitidas também com o carimbo as cédulas de 10 000 cruzeiros emitidas pela Thomas de La Rue.
Em fevereiro de 1968, as moedas do antigo padrão cruzeiro foram desamoedadas, perdendo o seu valor legal e em agosto do mesmo ano foram colocadas em circulação as novas moedas, com valores de 1, 2, 5, 10, 20 e 50 centavos, com equivalência respectivamente as antigas cédulas de 10, 20, 50, 100, 200 e 500 cruzeiros.
Enquanto isso, eram feitos investimentos no parque gráfico com vistas a preparar a Casa da Moeda do Brasil para permitir que a instituição pudesse atender a demanda pelas novas cédulas que viriam a ser lançadas com os valores de 1, 5, 10, 50 e 100 cruzeiros já sem a palavra "novos", cédulas estas que começaram a ser colocadas em circulação em maio de 1970, a despeito de inicialmente se prever o lançamento das novas cédulas para até o final de 1967.
Por conta dos problemas de natureza logística, as cédulas antigas demoraram um pouco a começarem a ser retiradas de circulação, sendo que as cédulas antigas de 10, 20, 50 e 100 cruzeiros (1, 2, 5 e 10 centavos) tiveram sua perda de valor estabelecida para 1º de outubro de 1970, mas tiveram a sua validade estendida para 30 de junho de 1971 e depois para 30 de junho de 1972, só perdendo o valor nessa data. As cédulas antigas de 200, 500 e 1 000 cruzeiros (20 centavos, 50 centavos e 1 cruzeiro novo) perderam a validade no dia 30 de junho de 1973 e as cédulas antigas de 5 000 e 10 000 cruzeiros (5 e 10 cruzeiros novos) tiveram a sua validade inicialmente limitada a 30 de junho de 1974, mas a cédula antiga de 10 000 cruzeiros (10 cruzeiros novos) teve sua validade estendida até 30 de junho de 1975.
As moedas de 1, 2 e 5 centavos tiveram redução na sua espessura de 1,4 mm para 1 mm em 1969 e viriam a ser emitidas sem novas modificações até 1975 quando houve o lançamento da série FAO de tais valores, sendo que tais moedas foram emitidas até 1978 e viriam a perder o valor no final de 1980. As moedas de 10, 20 e 50 centavos vieram a ser emitidas com modificações na composição metálica até 1979 e vieram a perder o seu valor com a nova extinção do centavo em 1984. A moeda de 1 cruzeiro, prevista para ser lançada com as demais, acabou sendo lançada em 1970, junto com as cédulas do novo padrão, que viriam a ser emitidas majoritariamente pela Casa da Moeda do Brasil, a despeito de uma última encomenda suplementar para a Thomas de la Rue de 50 milhões de cédulas de 100 cruzeiros do novo padrão para suprir a demanda por dinheiro em espécie. Existem moedas de prova no valor de 1 cruzeiro com a data 1967, mas tal valor não foi colocado em circulação naquele momento para evitar eventuais confusões entre o meio circulante na moeda antiga e na nova.

## Base legal da nova moeda
Este novo padrão monetário foi estabelecido pelo Decreto-lei nº 1, de 13 de novembro de 1965 (D.O.U. de 17 de novembro de 1965), e regulamentado pelo Decreto nº 60.190, de 8 de fevereiro de 1967 (D.O.U. de 9 de fevereiro de 1967), equivalente a mil cruzeiros "antigos" e restabelecendo o centavo.
O Conselho Monetário Nacional, pela Resolução nº 47, de 8 de fevereiro de 1967, estabeleceu a data de 13 de fevereiro de 1967 para início de vigência do novo padrão.
No entanto, na mesma resolução, já estava prevista a renomeação da moeda para Cruzeiro e a adoção do símbolo Cr$ para a mesma, coisa que só foi ocorrer de fato em 1970, por meio da resolução nº 144 do Conselho Monetário Nacional.
Exemplo: Cr$ 4 750 (quatro mil, setecentos e cinquenta cruzeiros) passou a expressar-se NCr$ 4,75 (quatro cruzeiros novos e setenta e cinco centavos).[carece de fontes?]